# Гопкинс, Гарри

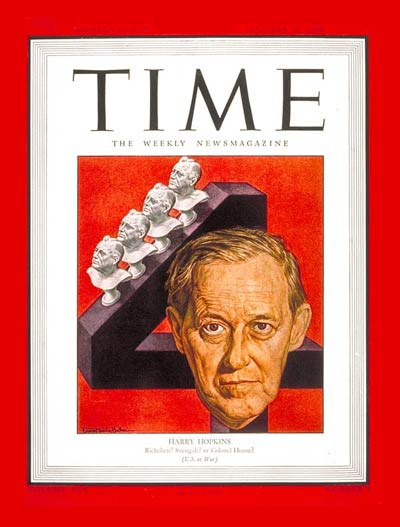
Гарри Гопкинс на обложке журнала TIME (1945)

Гарри Ллойд Гопкинс (англ. Harry Lloyd Hopkins, 17 августа 1890, Су-Сити, Айова — 29 января 1946, Нью-Йорк) — американский государственный и политический деятель, ближайший соратник Ф. Д. Рузвельта, один из ведущих политиков Нового курса Рузвельта.

## Ранние годы
Гопкинс родился в небогатой, постоянно кочевавшей по Соединённым Штатам семье. Отец его сменил множество профессий — он был шорником, коммивояжёром, золотоискателем, лавочником и т. д. Мать воспитывала детей в строгих традициях методистской церкви. Образование Гопкинс получил в Гриннеллском колледже (штат Айова).
После окончания колледжа работает в Нью-Йорке в различных благотворительных организациях. В 1913—1924 годах руководит отделом в Ассоциации по улучшению условий жизни бедных. В 1924—1932 — председатель совета директоров Нью-Йоркской ассоциации по вопросам туберкулёза и здравоохранения. С 1932 года возглавляет созданную Франклином Д.Рузвельтом (тогда губернатором Нью-Йорка) Временную чрезвычайную организацию помощи (ТЕРА).

## Борьба с Великой депрессией
После избрания Франклина Д.Рузвельта президентом США был им приглашён на работу в Вашингтон. С 22 мая 1933 года Гопкинс возглавлял Федеральную чрезвычайную организацию помощи (ФЕРА), обеспечивавшей общественными работами в условиях кризиса миллионы американцев, вследствие того, что безработица во время мирового кризиса 1929-33 годов достигла катастрофических размеров.
Затем Гопкинс руководит Администрацией по обеспечению работой (ВПА). Программы, разработчиком и руководителем которых был Гопкинс, явились крупнейшими в истории США программами по созданию новых рабочих мест и борьбе с бедностью. Так, между 1933 и 1938 годами под его руководством было создано 8 миллионов рабочих мест. С учётом членов семей занятых на государственных работах, улучшить вследствие этого свои условия жизни смогли от 25 до 30 миллионов американцев.
Согласно проектам ВПА, под руководством Гопкинса, было построено 2500 госпиталей и больниц, 125 110 общественных зданий, 124 031 мостов, 1000 аэродромов, проложено и отремонтировано 1 047 823 километров дорог. Заданные работы охватывали самые различные области и объёмы — от сгребания листьев в парках до модернизации баз ВМС. Гопкинс придерживался левых политических взглядов, вследствие чего неоднократно обвинялся американскими консерваторами, в том числе и из «родной» Демократической партии, в симпатии к коммунистам.
С 1938 по 1940 год Гопкинс занимал пост министра торговли США. Он ушёл в отставку с официальных постов в 1940 году по состоянию здоровья (ещё в 1937 году ему была проведена операция по удалению части желудка вследствие заболевания раком). Тем не менее оставался в «штабе» Рузвельта его ближайшим помощником, будучи одним из самых влиятельных людей «эры Рузвельта», с 1940 года жил в Белом доме.

## Миссия в Москве
Гопкинс участвовал в разработке закона о ленд-лизе, а также в дипломатических переговорах с союзниками после вступления США во Вторую мировую войну. Начиная с июля 1941 года Г. Гопкинс как представитель американского правительства и лично президента Рузвельта неоднократно посещал Москву, где вёл переговоры со Сталиным, Молотовым и другими советскими руководителями.
Сыграл исключительно важную роль в военно-политическом сотрудничестве США и СССР  в годы войны, через него проходила как подготовка принятия важнейших решений, так и вопросы ленд-лиза.
Впервые прибыл в советскую столицу 30 июля 1941 г. для выяснения позиции Москвы по поводу требования необходимых военных поставок, а также для выяснения намерений СССР по поводу участия в войне. Доставленное Гопкинсом послание американской администрации обещало поддержку США в поставке вооружений для Москвы, а также предложение о созыве трёхсторонней конференции (США, СССР  и Великобритания), на которой бы были обсуждены позиции трёх сторон и театры военных действий. Для Сталина главная цель заключалась в открытии второго фронта, но он поддержал предложение американской помощи, в том числе на советско-германском фронте.
Гопкинс дал позитивный отчёт о переговорах со Сталиным, заключив, что Советский Союз готов сражаться до победного конца. 2 августа 1941 г. между СССР и США состоялся обмен нотами: Вашингтон заявил о готовности оказать  всевозможное экономическое содействие СССР. Однако подписание Атлантической хартии между США и Великобританией ослабило уверенность СССР в поддержке союзников, к тому же положение СССР становилось всё более катастрофическим на Восточном фронте.
Гопкинс — член американской делегации на конференциях в Касабланке, в Каире, Тегеране, Ялте и др.

## Оценки
- Понимаю ваше удивление, что я нуждаюсь в этом получеловеке. Но когда-нибудь вы, может быть, сядете в кресло президента Соединённых Штатов и, когда это случится, будете смотреть на ту дверь и заранее знать, что, кто бы ни вошёл в неё, он будет вас о чём-нибудь просить. Вы узнаёте, что это за скучная работа - выслушивать такие просьбы, и почувствуете потребность иметь при себе человека, подобного Гарри Гопкинсу, который ничего не хочет, кроме как служить вам.— Франклин Д. Рузвельт, 1941 год, 

 Чем больше я думаю об этом, тем больше прихожу к выводу, что его присутствие в Белом доме - большая удача.— Генри Льюис Стимсон, 

## Семья
Гарри Гопкинс был трижды женат. В первом браке с Этель Гросс имел трёх сыновей. Во втором браке с Барбарой Данкен у него родилась дочь. После смерти второй жены в 1937 году, Гопкинс в июле 1942 года женился на Луизе Мэйси.